# 934
| 934                |
| ------------------ |
| Dødsfald - Fødsler |
|                    |

| Gregoriansk kalender | 934 CMXXXIV             |
| Ab urbe condita      | 1687                    |
| Armensk kalender     | 383 ԹՎ ՅՁԳ              |
| Kinesiske kalender   | 3630 – 3631 癸巳 – 甲午 |
| Etiopisk kalender    | 926 – 927               |
| Jødisk kalender      | 4694 – 4695             |
| Hindukalendere       |                         |
| - Vikram Samvat      | 989 – 990               |
| - Shaka Samvat       | 856 – 857               |
| - Kali Yuga          | 4035 – 4036             |
| Iransk kalender      | 312 – 313               |
| Islamisk kalender    | 322 – 323               |

Se også 934 (tal)

## Begivenheder
- Den tyske kong Henrik Fuglefænger overvinder den danske konge Knud (Chnuba, Gnupa), og tvinger ham til at blive døbt og danerne til at betale skat.